# رستاق (عمان)

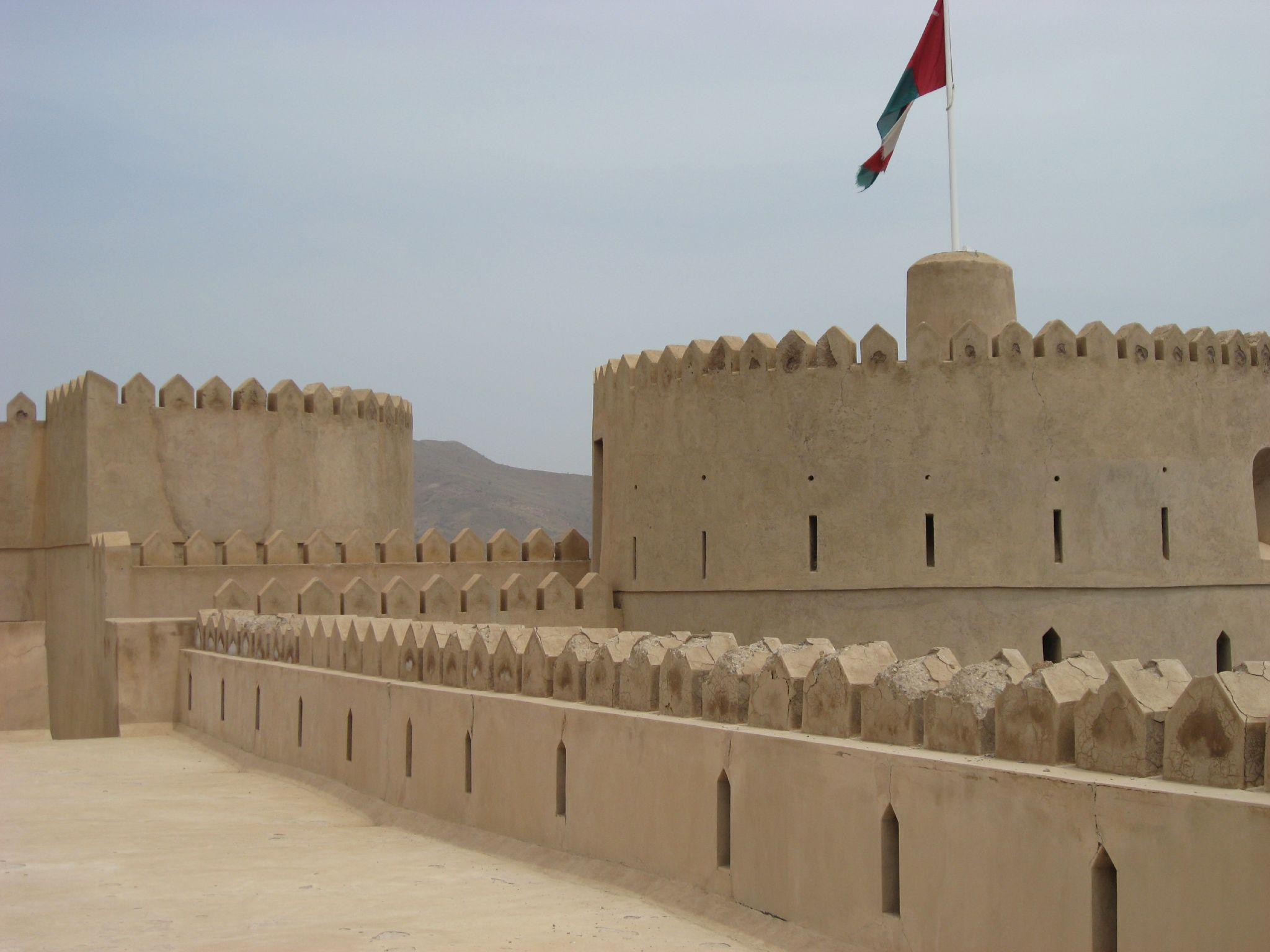
قلعه‌ی رستاق

 شهرستان رستاق  (به عربی:  ولایة الرستاق )  یکی از شهرستانهای استان باطنه جنوبی در   منطقهٔ باطنه  در کشور پادشاهی عمان است. نام رُستاق که در آبادی‌های ایران هم زیاد دیده می‌شود تلفظی از واژه پارسی میانه روستاگ به معنی دهستان است.

## جمعیت
جمعیت آن  در حدود ۸۰٬۰۰۰ هزار نفر می‌باشد.